# Fidenza
Fidenza és una ciutat d'Itàlia, a la regió Emília-Romanya, província de Parma, amb uns 25.000 habitants.
Va prendre aquest nom el 1927. Abans es va dir Borgo San Donnino i antigament Fidentia. El 1944 un miler d'edificis foren destruïts pels bombardejos aliats.

## Història
Fidèntia  (llatí Fidentia) fou una ciutat de la Gàl·lia Cispadana a la via Emília entre Parma i Placentia a uns 25 km de la primera.
Es creu que correspon a la ciutat Vicumvia dels gals i que els romans la van dominar al segle iii aC amb el nom de Valfuria, i fou destruïda pels cartaginesos, i reconstruïda al segle ii aC amb el nom de Fidentia en honor del deu gal Fidius. El seu nom és esmentat a les guerres civils entre Gai Mari i Sul·la, quan Lucul·le, un dels generals del segon, fou assetjat allí pels lloctinents de Carbó que foren derrotats en una inesperada sortida. El 41 aC fou destruïda per Octavi (August).
Era una ciutat important i Ptolemeu l'esmenta com a municipium, però més tard va decaure, i als Itineraris és només una estació (Fidentiola vicus) i a l'Itinerari de Jerusalem només és una mansió.
Prop d'aquest lloc (un lloc esmentat com Julia en territori de Parma) fou martiritzat suposadament Sant Doní (San Donnino), que va donar després nom a la ciutat.
Va passar als ostrogots, romans d'Orient i llombards fins que el 774 fou dominat pels francs i va quedar dins el Regne d'Itàlia. Governada per un comte, al segle xi va quedar en mans del Pallavicino però dins el comtat de Parma i Piacenza. El 1249 va quedar com a feu immediat dels Pallavicino i el 1269 Obert Pallavicino fou expulsat pels güelfs de Parma i es va destruir la muralla i les torres. Llavors fou governada pels Rossi destacant la figura del comte Rolando Rossi. El 1336 fou ocupada pels Visconti que van promoure la construcció d'un nou sistema defensiu. La van dominar després el Terzi, altre cop els Pallavicino, Niccolò Piccinino i finalment els Gonzaga en nom de l'emperador Carles V. El 1575 Octavi Farnesi va reforçar les seves defenses i es van construir unes imponents muralles que foren desaprovades pels espanyols que va obligar el 1602 a Ranuccio Farnesi a modificar-la. Després dels Farnesis van venir els Borbons. Sota l'impuls de la "romanitat" del govern feixista italià, el seu antic nom llatí Fidentia, italianitzat a Fidenza fou restablert el 1927.

## Edificis i monuments
- La catedral dedicada a San Doní, custodi de la corona de l'emperador Maximí, que quan es va convertir va fugir del martiri però fou atrapat a la vora del riu Stirone, prop de Fidèntia, i decapitat. Té dues torres als flancs i tres portes al centre, i està decorada amb figures de Jesús i la Verge, i de sants i profetes. A l'interior, l'altar major, amb la cripta que té les restes de Sant Doní (del 1207) que el 1853 foren posades a una urna que és un autèntic treball d'orfebreria d'or i plata.

- El Palazzo Comunal, d'estil gòtic llombard, iniciat avançat el segle xiii i reformat més endavant especialment el 1875 (disseny de Girolamo Magnani), el 1897, 1905 i 1915. Enfront del palau hi ha la Piazza Garibaldi, punt de trobada dels ciutadans, amb un obelisc al centre en memòria de l'heroi Giuseppe Garibaldi, que fou destruït pel bombardejos del 2 i 13 de maig de 1944.

- Teatre Magnani iniciat el 1812 per iniciativa de ciutadans benestants que quan van acabar els fons van parar les obres. Però el 1831 es va reprendre el projecte i els ciutadans responsables de l'obra van oferir cedir el ja fet a la comuna a canvi d'acabar les obres, que finament es van reprendre el 1854 sota la direcció de l'arquitecte Nicola Bettoli, que ja havia projectat el teatre ducal de Parma; la decoració fou encarregada a l'artista local Gerolamo Magnani, decorador i escenògraf predilecte de Giuseppe Verdi; fou inaugurat el 26 d'octubre de 1861 amb l'obra "Il trovatore" de Giuseppe Verdi.

- Sant Miquel (San Michele), església dedicada al sant guerrer de la tradició cristiana, és d'època farnesiana, i construïda a partir de 1696 segons el projecte del jesuïta Stefanto Maria Brameri. L'església és prou simple amb una planta renaixentista amb creu grega i estil bramantesc. L'interior divideix l'espai en buit i ple, amb una cúpula octogonal amb quatre pilastres aeris i torres de planta quadrada i campanar. Té un fresc de Tommaso da Mòdena titulat "Madonna in trono col Bambino". La façana és barroca i amb pilastres (sis a la part inferior i quatre a la superior). Una placa recorda la inauguració el 1722 sota el patrocini de Francesc I Farnesi duc de Parma i Piacenza. Al final de la segona guerra mundial (1944) va ser tancada al culte per uns anys però actualment està ja restaurada i es tornen a fer serveis religiosos.

## Fills il·lustres
- Giovanni Gaetano Rossi compositor d'òperes (1828-1886)

## Ciutats agermanades
- Kremnica, Eslovàquia